# Athetis griveaudi
Athetis griveaudi là một loài bướm đêm trong họ Noctuidae.